# Seiren
Seiren (яп. (セイレン Сэйрен, «Невинность») — оригинальный проект от студии AXsiZ и Studio Gokumi.Структура сюжета планировалась такой же как в Amagami SS — история разбивается на арки по четыре эпизода, каждая из которых посвящена какой-то одной героине.

## Сюжет
Сёити Камита является студентом второго курса средней школы, который волнуется по поводу университетских экзаменов и своего будущего. В этот период своей жизни он вступает в контакт с различными девушками.

## Персонажи

### Главные герои
Сёити Камита (яп. 嘉味田 正一 Камита Сё:ити) — главный герой этой истории. Студент старшей школы, который не может оставить людей в беде.
Сэйю: Ацуси Тамару
Хикари Цунэки (яп. 常木 耀 Цунэки Хикари) — одна из героинь, а  также идол класса 2-B в Кибито старшей школы. В прошлом году она заняла второе место в конкурсе "Мисс Санта". Она всегда веселая и любит поесть, иногда упрямая.
Сэйю: Аянэ Сакура
Кёко Тоно (яп. 桃乃 今日子 То:но Кё:ко)
Сэйю: Дзюн Кимура
Тору Миямаэ (яп. 宮前 透 Миямаэ То:ру) — студентка 3-А класса, старшей школы в Кибито. Она является специалистом по видеоиграм. Она считает, что ей очень трудно общаться с теми, кто не разделяет её хобби.
Сэйю: Сино Симодзи

### Второстепенные персонажи
Луиза Сандзё (яп. 三条 るいせ Сандзё: Руисэ)
Сэйю: Хонока Куроки
Миу Хияма (яп. 桧山 水羽 Хияма Миу)
Сэйю: Сиори Идзава
 Макото Камидзаки (яп. 上崎 真詩 Камидзаки Макото)
Сэйю: Сиори Миками
 Томоэ Камита (яп. 嘉味田 十萌 Камита Томоэ) — старшая сестра главного героя, которая в прошлом году была Мисс Сантой. Она находится в классе 3-А старшей школы Кибито.
Сэйю: Манами Нумакура
 Икуо Нанасаки (яп. 七咲 郁夫 Нанасаки Икуо) — друг детства Сёити, который был немного забавным в начальной школе. Благодаря влиянию его старшей сестры, он в конце концов стал более спокойной личностью.
Сэйю: Рёта Асари
 Масами Онигата (яп. 鬼型 雅美 Онигата Масами) — классный руководитель в 2-B, в старшей школе Кибито.
Сэйю: Юкари Тамура
 Тацуя Араки (яп. 荒木 達也 Араки Тацуя) — друг Сёйти и Икуо, который постоянно с ними общается. Он является популярным студентом у девочек в старшей школе в Кибито и при этом имеет глубокий интерес к животным.
Сэйю: Такуя Эгути
 Юкиэ Такато (яп. 高遠 由貴恵 Такато Юкиэ) — единственная подруга Хикари.
Сэйю: Саки Фудзита
 Ёко Кикути (яп. 菊池 洋子 Кикути Ёко) — одна из подруг Хикари, которая участвует в плавательном клубе школы.
Сэйю: Юкиё Фудзии
 Тока Марусими (яп. 丸石 燈花 Марусими Тока)
Сэйю: Дзюри Нагацума
 Мако Ёсида (яп. 吉田 麻子 Ёсида Мако) — одноклассник Хикари Тцунеки в классе "Сохраните наши счета" во время школьного летнего семинара.
Сэйю: Маи Кадоваки
 Сота Миямаэ (яп. 宮前 宗太 Миямаэ Со:та) — учитель, который работает в школе летнего семинара. Он носит очки и бамбуковую палку, чтобы показаться строгим среди студентов.
Сэйю: Кэнтаро Тонэ

## Медиа

### Аниме
Премьера аниме-адаптации состоялась 5 января 2017 года. Режиссёром аниме выступил Кобояси Томоки, сценарий к аниме написал Такаяма Кисай, а за дизайн персонажей отвечает Хосода Наото. Премьера Аниме-адаптации состоялась 5 января 2017 года. Сериал использует свободный формат, в котором каждая главная арка является самостоятельной. Основные арки сосредоточены на трех персонажах: Хикари, Тору и Киоко. Тем не менее, существуют планы по другим аркам, связанных с Миу, Макото и Луизой.

## Саундтрек
Музыкальное сопровождение для данного аниме написал композитор: Нобусава Нобуаки
- Открывающая композиция

"Kimi no Hana" (キミの花; Your Flower) - Исполняют Оку Ханако и Исида Хиро
- Закрывающая композиция

"Shunkan Happening" (瞬間; Moment Happening) - Исполняют Аянэ Сакура и Оку Ханако